# DABCO

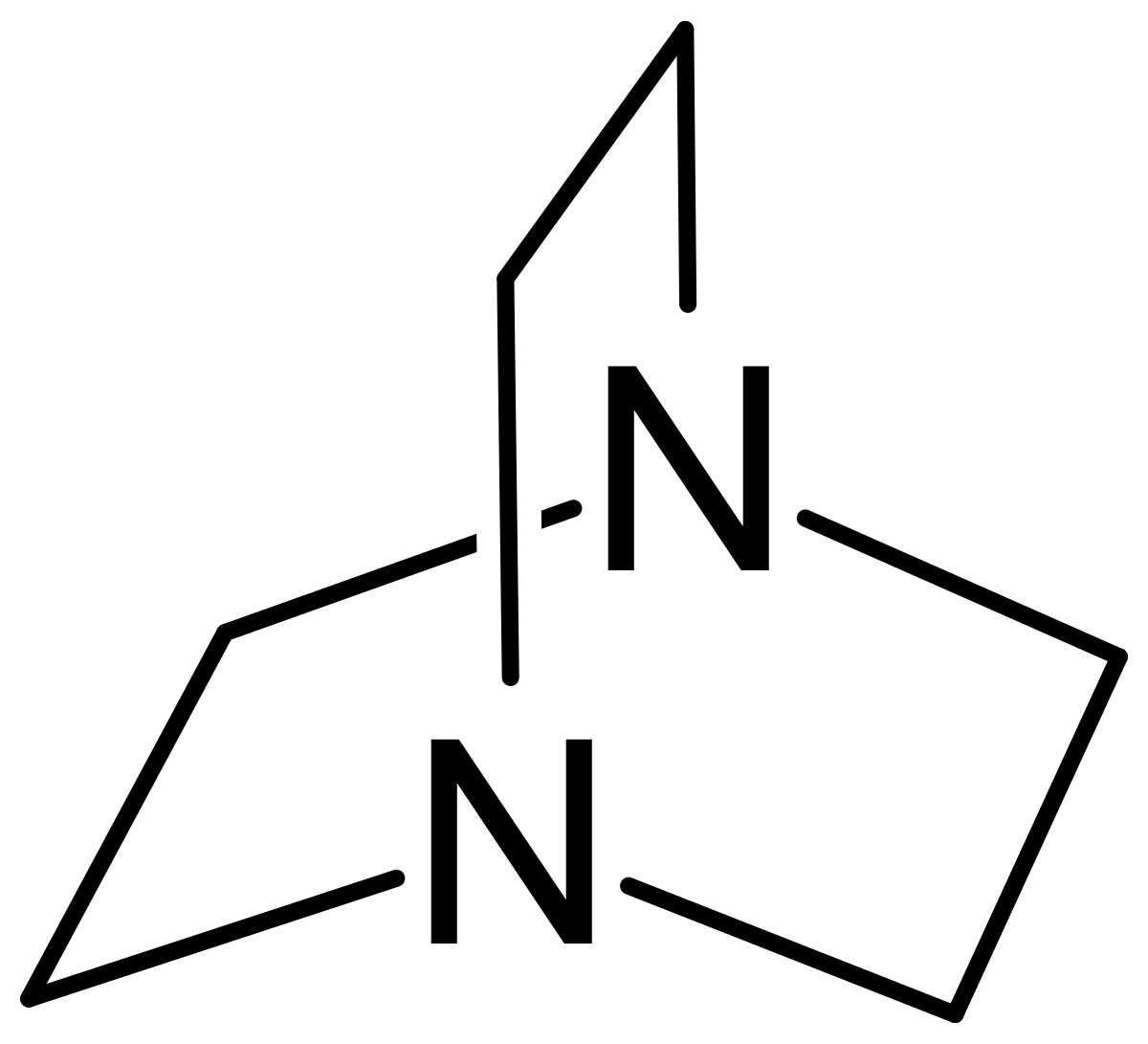
Estrutura tridimensional do DABCO

Representação plana do DABCO

DABCO (1,4-diazabiciclo[2.2.2]octano), também conhecido como trietilenodiamina ou TEDA, é um composto orgânico bicíclico de fórmula molecular N2(C2H4)3. Esse sólido incolor é uma base de amina terciária altamente nucleofílica, que é usada como catalisador ou reagente em polimerizações e sínteses orgânicas.
Há uma semelhança estrutural com a quinuclidina, mas essa tem um dos átomos de nitrogênio substituído por um átomo de carbono.

## Reações
O pKa do [HDABCO]+ (o ácido conjugado) é 8,8, que é quase o mesmo das alquilaminas comuns. A nucleofilicidade da amina é alta porque os pares de elétrons dos nitrogênios são desimpedidos. Ela é suficientemente básica para promover o acoplamento C–C de alcinos terminais. Por exemplo, fenilacetileno acopla com iodoarenos deficientes em elétrons.

### Catalisador
DABCO é usado como catalisador básico para:
- formação de poliuretano a partir de monômeros e pré-polímeros funcionalizados com álcool e isocianato.[2]
- reações de Morita-Baylis-Hillman de aldeídos e cetonas insaturadas.[3]

### Base de Lewis
Por ser uma amina sem impedimentos, é um forte ligante e base de Lewis. Forma um aduto cristalino 2:1 com peróxido de hidrogênio e dióxido de enxofre.

### Síntese de monômero iônico
DABCO pode ser usado para sintetizar monômeros estirênicos duplamente carregados. Esses monômeros iônicos permitem a síntese de polieletrólitos e ionômeros com dois cátions de amônio quaternário cíclicos em cada grupo carregado. 

### Captador de oxigênio singleto
DABCO e aminas relacionadas são captadores (ou quenchers) de oxigênio singleto e de antioxidantes eficazes, e podem ser usados para melhorar a vida útil dos corantes. Isso torna o DABCO útil em lasers de corante e na montagem de amostras para microscopia de fluorescência (quando usado com glicerol e tampão fosfato salino). DABCO também pode ser utilizado para desmetilar sais de amônio quaternário por aquecimento em dimetilformamida (DMF).

## Produção
É produzido por reações térmicas de compostos do tipo H2NCH2CH2X (X = OH, NH2 ou NHR) na presença de catalisadores zeolíticos. Uma reação idealizada é mostrada para a conversão de etanolamina:
3 H2NCH2CH2OH → N(CH2CH2)3N + NH3 + 3 H2O

## Usos
Na defesa química ou biológica, o carvão ativado é impregnado com DABCO para uso em filtros para máscaras, sistemas de proteção coletiva e afins.